# Matthew Sorinola
Matthew Alexander Sorinola (Lambeth, 19 febbraio 2001) è un calciatore inglese, difensore del Plymouth.

## Biografia
Ha origini nigeriane.

## Carriera
Sorinola ha iniziato a giocare a calcio nel settore giovanile del Fulham per poi passare al MK Dons nel 2017. Nel giugno del 2019 ha firmato il suo primo contratto professionistico ed il 1º ottobre seguente ha debuttato in prima squadra nell'incontro di EFL Trophy vinto 1-0 contro il Fulham Under-21. Il 23 dicembre ha firmato il rinnovo del contratto e nel febbraio del 2020 è passato in prestito al Beaconsfield Town. Rientrato a Milton Keynes ha iniziato a giocare con frequenza e l'8 settembre 2020 ha segnato il suo primo gol nel successo per 3-1 sul Northampton Town.
Il 14 maggio 2021 è stato acquistato a titolo definitivo dall'Union Saint-Gilloise, con cui ha firmato un triennale. Ha debuttato il 1º agosto nell'incontro di Pro League perso 1-0 contro il Club Bruges. Il 24 giugno 2022 ha fatto ritorno in Inghilterra passando in prestito per una stagione allo Swansea City.
Rientrato in Belgio non è più stato utilizzato in prima squadra ed il 28 dicembre 2023 ha rescisso consensualmente il contratto. Il 17 gennaio 2024 ha firmato con il Plymouth.

## Statistiche
Statistiche aggiornate al 30 dicembre 2024.

### Presenze e reti nei club
| Stagione        | Squadra              | Campionato      | Campionato | Campionato | Coppe nazionali | Coppe nazionali | Coppe nazionali | Coppe continentali | Coppe continentali | Coppe continentali | Altre coppe | Altre coppe | Altre coppe | Totale | Totale | Totale |
| Stagione        | Squadra              | Comp            | Pres       | Reti       | Comp            | Pres            | Reti            | Comp               | Pres               | Reti               | Comp        | Pres        | Reti        | Pres   | Reti   |        |
| --------------- | -------------------- | --------------- | ---------- | ---------- | --------------- | --------------- | --------------- | ------------------ | ------------------ | ------------------ | ----------- | ----------- | ----------- | ------ | ------ | ------ |
| 2019-mar. 2020  | MK Dons              | FL1             | 0          | 0          | FACup+CdL       | 0               | 0               | -                  | -                  | -                  | FLT         | 3           | 0           | 3      | 0      |        |
| mar. 2020       | Beaconsfield Town    | SFL             | 2          | 0          | -               | -               | -               | -                  | -                  | -                  | -           | -           | -           | 2      | 0      |        |
| 2020-2021       | MK Dons              | FL1             | 34         | 1          | FACup+CdL       | 2+1             | 0               | -                  | -                  | -                  | FLT         | 6           | 2           | 43     | 3      |        |
| Totale MK Dons  | Totale MK Dons       | Totale MK Dons  | 34         | 1          |                 | 3               | 0               |                    | -                  | -                  |             | 9           | 2           | 46     | 3      |        |
| 2021-2022       | Union Saint-Gilloise | D1              | 14         | 1          | CB              | 2               | 0               | -                  | -                  | -                  | -           | -           | -           | 16     | 1      |        |
| 2022-2023       | Swansea City         | FLC             | 29         | 2          | FACup+CdL       | 1+1             | 0               | -                  | -                  | -                  | -           | -           | -           | 31     | 2      |        |
| 2023-2024       | Plymouth             | FLC             | 12         | 1          | FACup+CdL       | 2+0             | 0               | -                  | -                  | -                  | -           | -           | -           | 14     | 1      |        |
| 2024-2025       | Plymouth             | FLC             | 9          | 0          | FACup+CdL       | 0+2             | 0               | -                  | -                  | -                  | -           | -           | -           | 11     | 0      |        |
| Totale Plymouth | Totale Plymouth      | Totale Plymouth | 21         | 1          |                 | 4               | 0               |                    | -                  | -                  |             | -           | -           | 25     | 1      |        |
| Totale carriera | Totale carriera      | Totale carriera | 100        | 5          |                 | 11              | 0               |                    | -                  | -                  |             | 9           | 2           | 120    | 7      |        |